# Кермек каспийский
Кермек каспийский (лат. Limonium caspium) — вид растений рода Кермек (Limonium) семейства Свинчатковые (Plumbaginaceae).

## Распространение и экология
Древнесредиземноморский пустынно-степной вид, с ареалом, охватывающим юго-восток Восточной и Средней Европы, Кавказ, юг Западной Сибири, север Средней Азии, юго-восток Средиземноморья (Балканы). Растёт по солончаковым мокрым лугам в понижениях и западинах.

## Ботаническое описание
Полукустарничек 12—30 см высоты с ветвистыми многочисленными тонкими стеблями, покрытыми чешуйчатыми листьями. Листья обратнояйцевидные или линейно-лопатчатые, тупые или снабжены остроконечием, суженные в черешок. Венчик светло-фиолетовый.
Цветёт в июле—августе, плодоносит в августе—сентябре.